# Этеридж, Нил
Нил Леонард Этеридж (англ.  Neil Leonard Dula Etheridge; 7 февраля 1990 года, Энфилд) — английский футболист филиппинского происхождения, вратарь клуба «Бирмингем Сити» и сборной Филиппин.

## Клубная карьера
Нил Этеридж начинал свою карьеру в юношеской команде «Челси», но затем перешёл в «Фулхэм». Этеридж играл за молодёжный и дублирующий составы «Фулхэма».

## Международная карьера
В начале 2008 года Нил Этеридж был вызван в сборную Филиппин для участия в отборочном турнире к Кубку вызова АФК. В турнире Этеридж сыграл все три матча и не пропустил ни одного гола, что, тем не менее, не позволило сборной Филиппин пройти квалификацию.